# Dölsach
Dölsach ist eine Gemeinde im Bezirk Lienz in Tirol in Österreich mit 2319 Einwohnern (Stand 1. Jänner 2025). Die Gemeinde liegt im Gerichtsbezirk Lienz.
Im Gemeindegebiet von Dölsach liegt die römische Ausgrabungsstätte Aguntum.

## Geografie
Die Gemeinde Dölsach liegt im Lienzer Talboden und erstreckt sich länglich von den östlichen Hängen des äußeren Debanttales über das Dorf Dölsach mit Ortsteilen bis zu den Feldern vor Lengberg (Nikolsdorf). Der Hauptort Dölsach liegt östlich von Lienz auf 731 m Seehöhe. Die Drau an der Südgrenze fließt in einer Höhe von 640 Meter. Die höchsten Gipfel sind Geißkofel (2816 m) und Törlkopf (2821 m) im Norden in der Schobergruppe.
Das Gemeindegebiet umfasst eine Fläche von 24,16 Quadratkilometer. Davon sind 23 Prozent landwirtschaftliche Nutzfläche, 49 Prozent Wald, 14 Prozent Almen und 9 Prozent hochalpines Gebiet.

### Gemeindegliederung
Die Nationalparkgemeinde Dölsach wird in die fünf Fraktionen Dölsach, Gödnach, Göriach, Görtschach und Stribach unterteilt.
Die Gemeinde ist Mitglied im Klimabündnis Tirol.

### Nachbargemeinden
|                | Winklern (SP)                               |                                     |
| Nußdorf-Debant | Kompassrose, die auf Nachbargemeinden zeigt | Iselsberg-Stronach Rangersdorf (SP) |
| Tristach       | Lavant                                      | Nikolsdorf                          |

## Geschichte
Die Siedlung Aguntum wurde um 800 vor Christus gegründet. Um 400 wurden sie von den Kelten verdrängt, im Jahr 113 v. Chr. übernahmen die Römer die Herrschaft in Aguntum. Kaiser Claudius verlieh das Stadtrecht und unter Cäsar wurde die Straße von Aquileia über den Plöckenpass nach Aguntum gebaut. In den Jahrhunderten nach dem Abzug der Römer wurde Aguntum durch Muren und Überschwemmungen beinahe vollständig  zerstört.
Der Name Dölsach wird abgeleitet von slawisch dolice und bedeutet „kleines Tal“. Urkundlich erwähnt wird der Ort erstmals im Jahr 1197 als „Dolischac“; der Ort ist bis 1676 Sitz einer Urpfarre. Im Jahre 1938 wird Dölsach als Verwaltungssitz mit dem Gebiet von Iselsberg-Stronach vereint und bleibt nach der Trennung davon im Jahre 1945 Sitz der heutigen Gemeinde.

### Bevölkerungsentwicklung
EinwohnerJahr600900120015001800210024001860189019201950198020102040EinwohnerEinwohnerentwicklung von Dölsach

## Kultur und Sehenswürdigkeiten

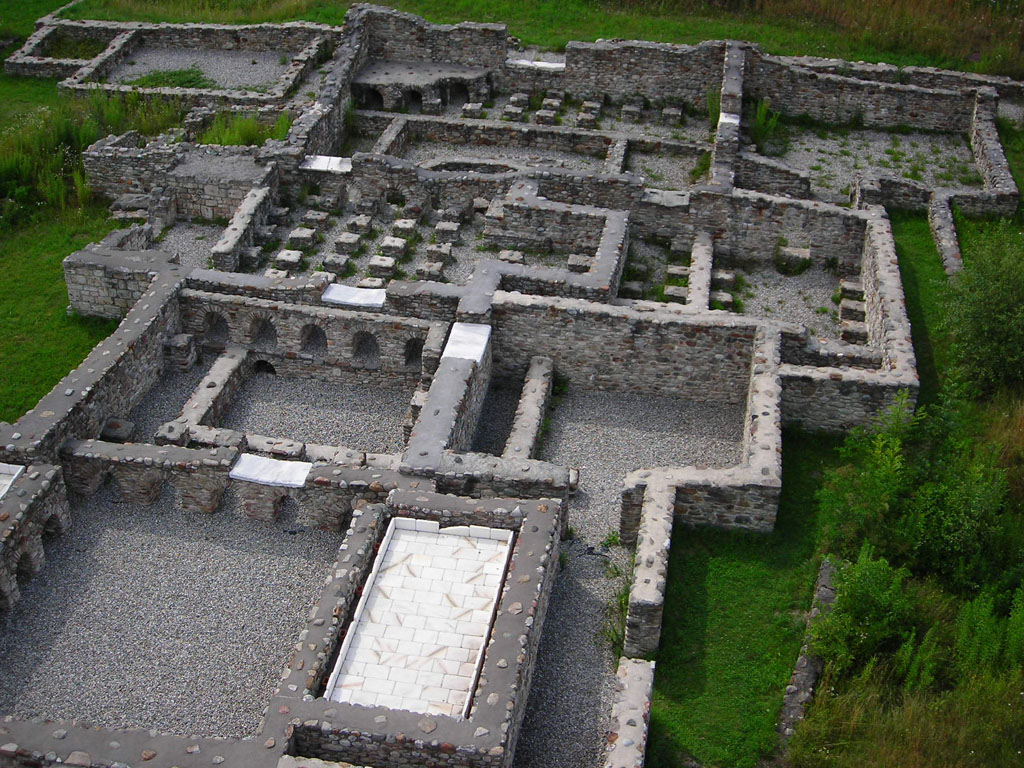
Aguntum

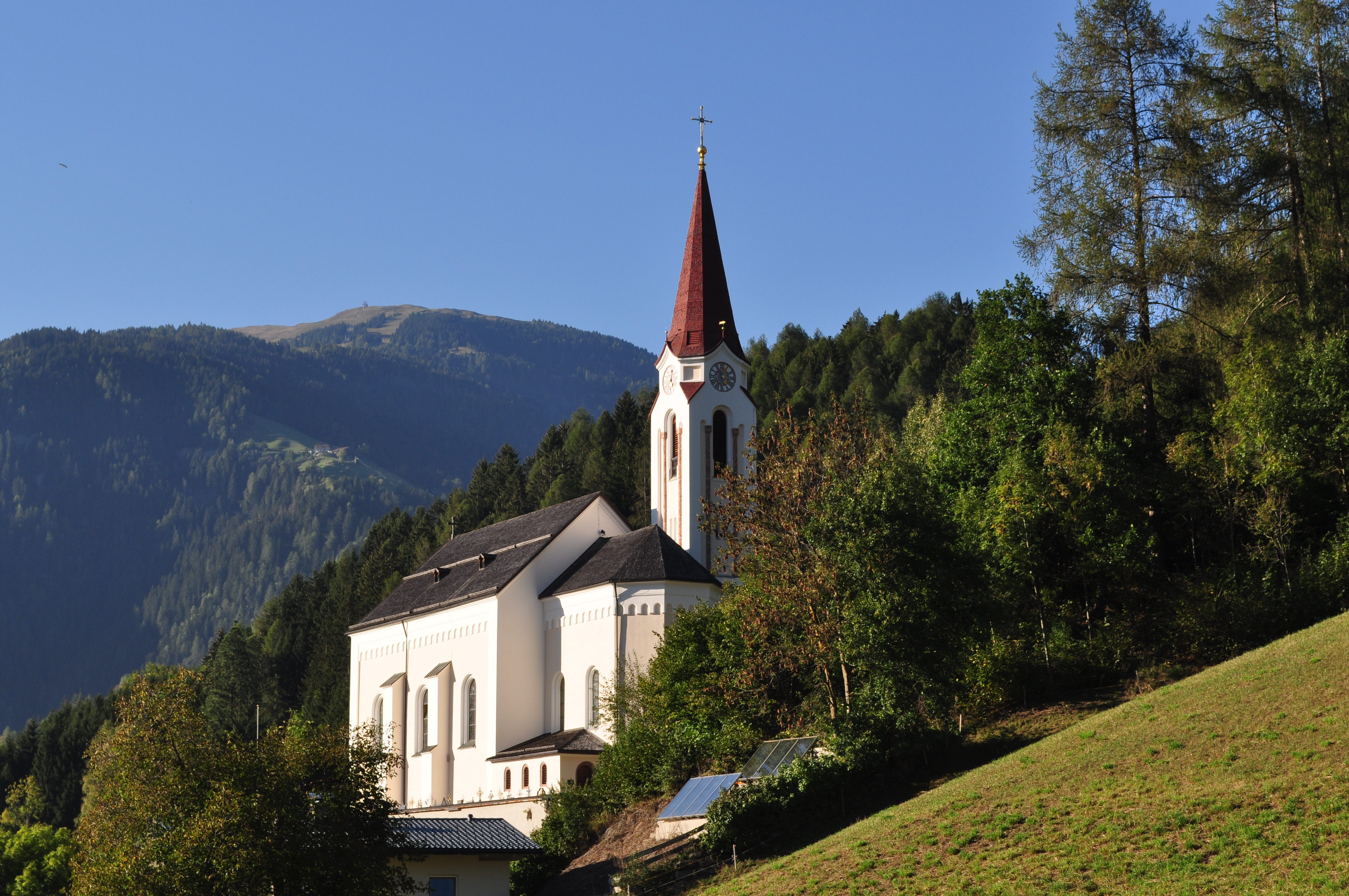
Pfarrkirche Dölsach

### Bauwerke
- Aguntum: Das Museum zeigt Ausgrabungen und Fundstücke von der Ausgrabungsstätte Aguntum, der einzigen römischen Stadt Tirols.[4]
- Katholische Pfarrkirche Dölsach hl. Martin

### Veranstaltungen
Theaterveranstaltungen, Konzerte der Franz v. Defregger Musikkapelle Dölsach.

### Vereine
- Dölsacher Humpmplattler[5]
- Franz von Defregger Musikkapelle Dölsach
- Franz von Defregger Schützenkompanie
- Heimürrach[6]
- Motorsportclub (MSC) Dölsach[7]
- Pfadfinder Dölsach
- Sportverein Dölsach[8]
- Sportverein FC Dölsach
- Tennisunion Dölsach
- Theaterwerkstatt[9]
- Kulturinitiative Dölsach

## Wirtschaft und Infrastruktur

### Wirtschaftssektoren
Von den 88 landwirtschaftlichen Betrieben des Jahres 2010 wurden 30 im Haupt- und 43 im Nebenerwerb, vier von Personengesellschaften und elf von juristischen Personen geführt. Diese elf Betriebe bewirtschafteten mehr als die Hälfte der Flächen. Der starke Produktionssektor beschäftigt jeweils rund hundert Menschen in den Sparten Herstellung von Waren und Bauwirtschaft. Im wachsenden Dienstleistungssektor sind der Handel und die sozialen und öffentlichen Dienste die größten Arbeitgeber  (Stand 2011).
| Wirtschaftssektor            | Anzahl Betriebe | Anzahl Betriebe | Erwerbstätige | Erwerbstätige |
| Wirtschaftssektor            | 2011            | 2001            | 2011          | 2001          |
| ---------------------------- | --------------- | --------------- | ------------- | ------------- |
| Land- und Forstwirtschaft 1) | 88              | 93              | 62            | 66            |
| Produktion                   | 31              | 30              | 214           | 202           |
| Dienstleistung               | 76              | 51              | 176           | 157           |

1) Betriebe mit Fläche in den Jahren 2010 und 1999
| Von den etwa 1100 Erwerbstätigen, die im Jahr 2011 in Dölsach wohnten, arbeiteten 227 in der Gemeinde, achtzig Prozent pendelten aus. Der Großteil der Pendler blieb im Bezirk. Aus der Umgebung kamen 225 Personen zur Arbeit nach Dölsach. - Eisenbahn: Der Bahnhof liegt etwa zwei Kilometer südlich des Ortszentrums. Er bietet Schnellbahnverbindungen nach Lienz und Spittal an der Drau an. - Straße: Durch das Gemeindegebiet verlaufen die Drautal Straße B100 von Lienz nach Spittal an der Drau und die Großglockner Straße B107 nach Heiligenblut. | Die zur Anzeige dieser Grafik verwendete Erweiterung wurde dauerhaft deaktiviert. Wir arbeiten aktuell daran, diese und weitere betroffene Grafiken auf ein neues Format umzustellen. (Mehr dazu) |

## Politik
Die Gemeinde ist Mitglied im Klimabündnis Tirol.

### Gemeinderat
Die Gemeinderat hat insgesamt 15 Mitglieder.
- Mit den Gemeinderats- und Bürgermeisterwahlen in Tirol 1998 hatte der Gemeinderat folgende Verteilung: 9 Liste für unser Dölsach - ÖVP Bürgermeister Josef Mair, 3 Gemeinschaftsliste unserer Gemeinde, 2 Liste Gemeinsam für Dölsach und 1 FPÖ.[15]
- Mit den Gemeinderats- und Bürgermeisterwahlen in Tirol 2004 hatte der Gemeinderat folgende Verteilung: 11 Liste für unser Dölsach - ÖVP - Bürgermeister Josef Mair und 4 Gemeinschaftsliste unserer Gemeinde - SPÖ.[16]
- Mit den Gemeinderats- und Bürgermeisterwahlen in Tirol 2010 hatte der Gemeinderat folgende Verteilung: ? Liste für unser Dölsach - ÖVP - Bürgermeister Josef Mair, ? Gemeinschaftsliste unserer Gemeinde - SPÖ und ? Gemeinsam für Dölsach.[17]
- Mit den Gemeinderats- und Bürgermeisterwahlen in Tirol 2016 hatte der Gemeinderat folgende Verteilung: 10 ÖVP und 5 SPÖ.[18]
- Mit den Gemeinderats- und Bürgermeisterwahlen in Tirol 2022 hat der Gemeinderat folgende Verteilung: 8 Liste für unser Dölsach - Team Martin Mayerl - ÖVP, 4 Gemeinsam für Dölsach (GFD) und 3 Gemeinschaftsliste unserer Gemeinde - SPÖ[19]

### Bürgermeister
- bis 2022 Josef Mair (ÖVP)
- seit 2022 LA Martin Mayerl (ÖVP)[19]

### Wappen
Blasonierung: In Blau der oberste Teil einer weißen Säule mit Kapitell ortsüblicher spätrömischer Art.
Das 1970 verliehene Gemeindewappen erinnert mit dem spätrömischen Kapitell an die Ausgrabungen in Aguntum.

## Persönlichkeiten

### Ehrenbürger
- 1873: Franz von Defregger (1835–1921), österreichisch-bayrischer Maler[22]
- 1882: Josef Rabl (1844–1923), Schriftsteller, Initiator des Hilfskomitees nach der Überschwemmung 1882
- 1893: Johann Treyer (1828–1899), Pfarrer
- 1897: Sebastian Rieger (1867–1953), Schriftsteller
- 1906: Fridolin Hohenleitner (1883–1914), Landeskulturingenieur
- 1926: Maria von Blizzburg (1856–1937), Lehrerin
- 1932: Josef Mair (1875–1943), Schulleiter und Organist
- 1936: Otto Habsburg (1912–2011)
- 1958: Ida Rühl (1892–1988), Lehrerin
- 1979: Josef Defregger (1899–1985), 15 Jahre Bürgermeister
- 1988: Josef Brunner (1920–1998), 17 Jahre Bürgermeister
- 1988: Johannes Lungkofler (1913–1999), Pfarrer
- 1996: Josef Plössnig (1927–2012), Obmann des Sportvereins
- 2008: Alban Ortner, Pfarrer
- 2012: Hans Oberbichler, 15 Jahre Bürgermeister[23]
- 2025: Josef Mair, Altbürgermeister[24]

### Söhne und Töchter der Gemeinde
- Albin Egger-Lienz (1868–1926), österreichischer Maler
- Josef Weingartner (1885–1957), römisch-katholischer Geistlicher, Kunsthistoriker, Denkmalpfleger und Schriftsteller
- Josef Pontiller (1889–1945), Benediktiner und NS-Opfer, geboren im Ortsteil Göriach
- Maria Peskoller (1902–1944), Widerstandskämpferin und NS-Opfer, geboren im Ortsteil Görtschach
- Sepp Mayerl (1937–2012), österreichischer Bergsteiger

### Personen mit Bezug zur Gemeinde
- Franz Burger (1857–1940), war  u. a. Maler sowie Hochschullehrer und gestaltete ab 1888 das Altarbild in der Kapelle Görtschach bei Dölsach
- Martin Mayerl (* 1970), Landwirt und Abgeordneter zum Tiroler Landtag
- Gerald Mair (* 1988), österreichischer Dirigent, wuchs in Dölsach auf